# Laweyan (Laweyan)
Laweyan is een bestuurslaag in het regentschap Surakarta van de provincie Midden-Java, Indonesië. Laweyan telt 1607 inwoners (volkstelling 2010).